# David Evans (réalisateur)
Pour les articles homonymes, voir David Evans et Evans.
David Evans est un réalisateur et producteur britannique.
Également documentariste, il vit à New York.

## Filmographie
- 1997 : Carton jaune (Fever pitch)
- 1997 : Our Boy (téléfilm)
- 1999 : Dirt
- 2007 : Voleuse de vies (téléfilm)
- 2009 : Unforgiven (mini-série)
- 2010 : Downton Abbey (série télévisée)
- 2015 : What Our Fathers Did: A Nazi Legacy (documentaire)[3]

## Distinctions
- 1997 : Nommé au Festival international du film de Toronto 1997 pour Our Boy
- 1999 : Primé au Festival du film de San Francisco pour Dirt[4]
- 2010 : Nommé aux BAFTA awards pour Unforgiven
- 2014 : Nommé à la 66e cérémonie des Primetime Emmy Awards pour Downton Abbey
- 2015 : Nommé au festival de Stockholm pour A Nazi Legacy